# Zbigniew Messner

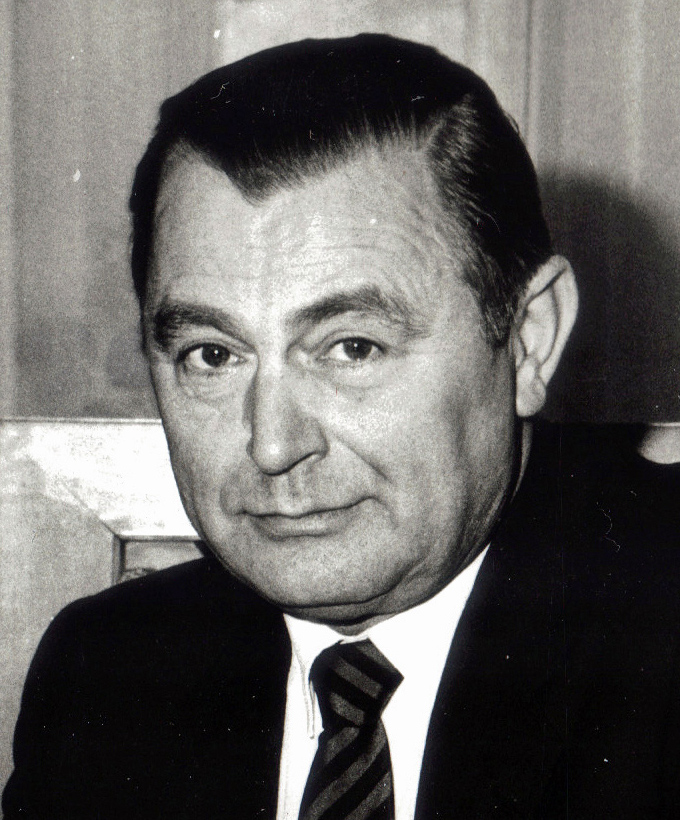
Zbigniew Messner (1988)

Zbigniew Stefan Messner (* 13. März 1929 in Stryj, Polen, heute Ukraine; † 10. Januar 2014 in Warschau) war ein polnischer Politiker und Ökonom.
Ab 1972 war er Professor an der Wirtschaftshochschule in Kattowitz, wo er auch bereits studiert hatte, sowie zwischen 1975 und 1982 ihr Rektor. 1981 zum Mitglied des Politbüros der PZPR gewählt, übernahm er ein Jahr später die Funktion des Ersten Parteisekretärs der Woiwodschaft Katowice (bis 1983). Von 1983 bis 1985 war er stellvertretender Ministerpräsident Polens, von 1985 bis 1988 dann Ministerpräsident. Im Auftrag General Jaruzelskis sollte er Wirtschaftsreformen einleiten, die schließlich komplett fehlschlugen. Als eine Volksabstimmung über diese Reformen, die von der Bevölkerung als erstes Referendum gegen das kommunistische Regime seit über 40 Jahren benutzt wurde, im Jahr 1987 scheiterte, reichte Messner am 19. September 1988 seinen Rücktritt ein.
Messner galt in der Öffentlichkeit, wo er nicht besonders populär war, als eher unpolitischer Technokrat. Mit dem Scheitern in den Juniwahlen von 1989 war seine politische Karriere beendet und er kehrte in die Wissenschaft zurück.
Er war Autor zahlreicher Fachveröffentlichungen zu den Themen Wirtschaftsinformatik und Buchhaltung.